# Sébastien Thurière
Sébastien Maurice Thurière (St. Petersburg, 6 gennaio 1990) è un ex calciatore statunitense naturalizzato haitiano, di ruolo centrocampista.